# Championnat National
Le Championnat de France National (tit bare kaldet Le National eller Division 3) er den tredjehøjeste liga i det franske fodboldsystem, og bliver kontrolleret af Frankrigs fodboldforbund. Ligaen består af 20 klubber, og når sæsonen er slut bliver de tre bedst placerede rykket op i landets næstbedste række, Ligue 2. De fire dårligst placerede bliver degraderet til det fjerdebedste niveau, Championnat de France Amateurs.
De 20 klubber mødes ude og hjemme, og spiller dermed 38 kampe på en sæson.

## Sæson 2011-2012
De følgende klubber deltager i Championnat National i sæsonen 2011-12:
- GFCO Ajaccio
- Aviron bayonnais FC
- AS Beauvais
- Besançon RC
- AS Cherbourg
- SR Colmar
- US Créteil-Lusitanos
- SAS Épinal
- Étoile FC Fréjus St-Raphaël
- Le Poiré-sur-Vie VF
- US Luzenac
- FC Martigues
- Nîmes Olympique
- Chamois niortais FC
- US Orléans
- Paris FC
- US Quevilly
- Red Star 93
- FC Rouen
- Vannes OC

## Historie
Nedenstående er en liste over samtlige vindere og toere i Ligue 2 efter sæson:
| Sæson   | Vinder                | Nr. 2         |
| ------- | --------------------- | ------------- |
| 1997-98 | AC Ajaccio            | Sedan         |
| 1998-99 | Louhans               | Creteil       |
| 1999-00 | Beauvais              | Martigues     |
| 2000-01 | Grenoble              | Amiens        |
| 2001-02 | Clermont Foot         | Stade Reims   |
| 2002-03 | Besancon              | Angers        |
| 2003-04 | Stade Reims           | Brest         |
| 2004-05 | Valenciennes          | Valence       |
| 2005-06 | Niort                 | Tours         |
| 2006-07 | Clermont Foot         | Boulogne      |
| 2007-08 | Vannes                | Tours         |
| 2008-09 | Istres                | Laval         |
| 2009-10 | Evian Thonon Gaillard | Stade Reims   |
| 2010-11 | SC Bastia             | Amiens SC     |
| 2010-11 | Nîmes Olympique       | Chamois Niort |